# Deutsches Reichsgesetzbuch
Das Deutsche Reichsgesetzbuch war eine Zusammenfassung der jeweils gültigen Gesetze und Verordnungen des Deutschen Reiches mit allen eingearbeiteten Änderungen, die im Reichsgesetzblatt veröffentlicht worden waren. Die ersten Ausgaben in Buchform hatten um 1900 einen Umfang von rund 4100 Seiten. Das Werk gliederte sich in Oeffentliches Recht und Das allgemeine bürgerliche Recht.
Wesentliche Bestandteile waren im Oeffentlichen Recht
- Gerichtsverfassungsgesetz
- Strafprozessordnung
- Strafgesetzbuch

Das allgemeine bürgerliche Recht umfasste
- Bürgerliches Gesetzbuch
- Handelsgesetzbuch
- Konkursrecht
- Zivilprozessordnung
- Gewerbeordnung

sowie zahlreiche andere Gesetze.
Aufgrund des Umfangs erschienen für bestimmte Bereiche eigene Ausgaben, zum Beispiel das Deutsche Reichs-Gesetzbuch für Industrie, Handel und Gewerbe, und zwar sowohl als Zeitschrift als auch in Buchform. Die Zeitschrift enthielt auch Entscheidungen des Reichsgerichts und erschien 1882 bis 1942. Die zweibändige Buchausgabe des Deutschen Reichsgesetzbuches für Industrie, Handel und Gewerbe einschließlich Handwerk und Landwirtschaft hatte im Jahr 1912 einen Umfang von 1540 Seiten.

## Ausgaben (Auswahl)
- Das Deutsche Reichsgesetzbuch. Vollständige Gesetzsammlung für Stadt und Land. Bearbeitet von Amtsrichter Johannes. 3 Bände, Weichert, Berlin 1900.
- Deutsches Reichs-Gesetzbuch für Industrie, Handel und Gewerbe einschließlich Handwerk und Landwirtschaft. Vollständige Sammlung aller einschlägigen Reichsgesetze, Verordnungen, Ausführungsbestimmungen etc. mit Erläuterungen, Formularbuch und Sachregister. Bearbeitet und herausgegeben von der Redaction des Reichs-Gesetzbuches für Industrie, Handel und Gewerbe W. Maraun und E. Grünewald. Mit einem einleitenden Vorwort von Conrad Bornhak. 2 Bände. Bruer & Co, Berlin 1904.